# Giorgos Dimitrakopoulos
Giorgos Dimitrakopoulos (n. 18 septembrie 1952, Atena, Regatul Greciei) este un om politic grec, membru al Parlamentului European în perioada 1999-2004 din partea Greciei.
1. ↑  Deputații în Parlamentul European